# 公子過
公子过（？—前534年），妫姓，名过，中国春秋时期陈国的公子，陈成公的儿子。
前534年，公子招、公子过杀太子偃师、陈哀公，立公子留为君。公子胜向楚灵王控诉，楚灵王讨伐陈国，公子招把罪责推给公子过，将他杀死。